# Фердинанд Лудвиг фон Мандершайд
Фердинанд Лудвиг фон Мандершайд-Геролщайн (на немски: Ferdinand Ludwig von Manderscheid-Gerolstein; * 1613; † пр. 21 март 1670 или 1671/1675) е граф на Мандершайд в Геролщайн (1649 – 1671).

## Произход
Той е син на граф Карл фон Мандершайд в Геролщайн (1574 – 1649) и съпругата му графиня Анна Салома фон Мандершайд-Шлайден-Вирнебург, наследничка на Кроненбург (1578 – 1648), дъщеря на граф Йоахим фон Мандершайд-Шлайден († 1582) и Магдалена фон Насау-Висбаден († 1604). Внук е на граф Дитрих V фон Мандершайд († 1560) и графиня Ерика фон Валдек-Айзенберг († 1560).

## Фамилия
Фердинанд Лудвиг се жени през 1641 г. за графиня Доротея Катарина фон Льовенщайн-Вертхайм-Рошфор (* 12 декември 1618; † 1660/1655), дъщеря на граф Йохан Дитрих фон Льовенщайн-Вертхайм-Рошфор (1585 – 1644) и първата му съпруга графиня Йосина де ла Марк-Рошфор (1583 – 1626). Те имат децата:
- Карл Фердинанд фон Мандершайд († 19 декември 1697 в Аахен), граф на Мандершайд-Бланкенхайм в Геролщайн (1671 – 1697), женен на 16 ноември 1671 г. за графиня Мария Катарина фон Кьонигсег и Ротенфелс (1640 – 1722)
- Филипина Ернестина Барбара (1645 – 1681)
- Франц Вилхелм Адолф († 1688)
- Филип Дитрих (1647 – 1674)
- Карл Каспар († 1693)